# Kowalewiczki
Kowalewiczki (deutsch Neu Kugelwitz) ist ein Dorf in Hinterpommern, das zur Landgemeinde Darłowo (Rügenwalde) im Powiat Sławieński (Schlawer Kreis) der polnischen Woiwodschaft Westpommern gehört.

Neu und Alt Kugelwitz am rechten bzw. linken Ufer der Wipper sowie nordöstlich des Dorfs Renkenhagen und südöstlich des Dorfs Zillmitz auf einer Landkarte des 19. Jahrhunderts

## Geographische Lage
Das Dorf liegt in Hinterpommern, 10 km östlich von Darłowo (Rügenwalde) und 13 km nordöstlich von Sławno (Schlawe) entfernt am Nordufer der Wipper (poln. Wieprza). Die Gemarkung grenzt im Westen und Nordwesten an Sulimice (Zillmitz), im Norden an Karsino (Karzin), im Nordosten an Kanin (Kannin) und im Süden an Kowalewice (Alt Kugelwitz), getrennt durch die Wipper.

## Landschaftsbild
Das Landschaftsbild von Neu Kugelwitz wird geprägt durch die Einzelgehöfte der Streusiedlung, dazwischenliegende
ebene Ackerflächen und die fruchtbaren Wiesen im Schwemmlandgebiet der Wipperniederung.  Die höchste Erhebung der Gemarkung beträgt 17 Meter.

## Dorfgemeinschaft
Neu Kugelwitz gehörte bis 1945 zum Amtsbezirk Järshagen im Landkreis Schlawe i. Pom., Regierungsbezirk Köslin, der preußischen Provinz Pommern des Deutschen Reichs. Die agrarische Dorfgemeinde bestand 1939 aus 79 Haushalten mit insgesamt 267 Einwohnern und hatte einen eigenen Bürgermeister. Die Dorfschule war einklassig. Eine eigene Kirche gab es nicht; die Bewohner nutzten die evangelische Kirche im Nachbarort Alt Kugelwitz.
Am Ort gab es  eine Wind- und Motormühle, eine Schmiede, eine Zimmerei, einen Maurermeister, einen Schuhmacher und ein Lebensmittelgeschäft. Der Schwerpunkt der Erwerbstätigkeit lag in der Landwirtschaft. Auf den Feldern wurden Kartoffeln, Runkelrüben, Futterrüben, Roggen, Hafer, Gerste und Weizen angebaut. Weitere Einkünfte erbrachten die Schweinezucht und -mast sowie die Rindviehhaltung (schwarz-bunte Rinder). Die Mastschweine nahm die Rügenwalder Wurstfabrik ab, Milch wurde an die Genossenschaftsmolkerei in Alt Järshagen geliefert.

Ehemaliges Gutshaus in Neu Kugelwitz (September 2008)

## Geschichte
Die Landgemeinde Neu Kugelwitz war, wie auch die Landgemeinde Alt Kugelwitz, aus der ehemaligen, zum herzoglichen Amt Rügenwalde gehörenden Domäne Kugelwitz hervorgegangen, als diese Anfang des 19. Jahrhunderts im Rahmen der Stein-Hardenbergschen Agrarreformen parzelliert worden war. 1347 wird in einer Urkunde, in der die Pommernherzöge Bogislaw, Barnim und Wartislaw der Stadt Schlawe ihre Gerechtsame bestätigen, ein matze van Kugelwytze ryddere genannt. Bei diesem Ritter von Kugelwitz könnte es sich  um ein Mitglied der Familie v. Sanitz gehandelt haben, denn anderen Urkunden zufolge kauften die Kartäusermönche des Klosters Marienkron bei Rügenwalde dieser Familie zwischen 1407 und 1495 Klein-Kugelwitz ab, das heutige Alt Kugelwitz. Als Bürgermeister Sluter der Abtei einen Teil von Karzin schenkte, kauften die Mönche von der Familie v. Sanitz einen zweiten Teil hinzu. Nach der Reformation fiel dieser regionale klösterliche Gesamtbesitz, der nach damaliger Zählung  einen Umfang von 669 Morgen und vier Quadratruten hatte, als „ritterfreye“ Domäne an das Rügenwalder Amt.
Nach der Parzellierung am Anfang des 19. Jahrhunderts wurde das Restgut von Karl Ludwig Krause aufgekauft, einem in Alt Schlawe ansässigen Domänenpächter; er war einer der Söhne des Kaufmanns und Reeders Friedrich Wilhelm Krause (1765–1840), hatte zuvor die zu Zillmitz gehörende preußische Staatsdomäne  Dorsedow (1822–1824) und eine Domäne in Krolow gepachtet und war Gerichtsvogt in Krolow gewesen. Karl Ludwig Theodor Krause hatte früher auch das Gut seines Vaters in Kolbatz bewirtschaftet und dieses, nachdem es in Konkurs gegangen und in eine Staatsdomäne umgewandelt worden war, 1843 vom Staat zurück gepachtet. Auf seinem Anwesen in Neukugelwitz ließ er eine Windmühle errichten. – Bis 1945 blieb der Hof in den Händen der Nachfahren von Karl Ludwig Krause (nacheinander Wilhelm, Otto und Ewald Krause).
Am 7. März 1945 zogen sowjetische Truppen durch den Ort, den sie am 14. März 1945 besetzten. Monate später wurde der Ort – wie ganz Hinterpommern – von der Sowjetunion der Volksrepublik Polen zur Verwaltung überlassen. Es begann danach die Vertreibung der einheimischen Bewohner durch die polnische Administration. Neu Kugelwitz wurde in Kowalewiczki umbenannt.

### Demographie
| Jahr | Einwohner | Anmerkungen                                     |
| ---- | --------- | ----------------------------------------------- |
| 1818 | 51        | königliches Vorwerk Kugelwitz                   |
| 1852 | 341       | [ 7 ]                                           |
| 1864 | 348       | am 3. Dezember, auf einer Fläche von 996 Morgen |
| 1867 | 345       | am 3. Dezember                                  |
| 1871 | 369       | am 1. Dezember, sämtlich Evangelische           |
| 1895 | 356       | am 2. Dezember                                  |
| 1910 | 316       | am 1. Dezember                                  |
| 1933 | 290       | [ 13 ]                                          |
| 1939 | 267       | [ 13 ]                                          |

## Verkehr
Der Ort ist über eine Verbindungsstraße zu erreichen, die bei Sulimice (Zillmitz) südlich von der Woiwodschaftsstraße 203 und bei Nowy Jarosław (Alt Järshagen) nördlich von der Woiwodschaftsstraße 205 abzweigt. Die nächste Bahnstation befindet sich in Nowy Jarosław (Neu Järshagen) an der Bahnstrecke Koszalin (Köslin) – Sławno.